# Mozga
Mozga (Phalaris L.) – rodzaj roślin zielnych z rodziny wiechlinowatych. Liczy ok. 20 gatunków, z których w Polsce występuje jeden gatunek rodzimy (mozga trzcinowata Phalaris arundinacea) i kilka przejściowo dziczejących (efemerofitów): mozga przewęzista P. angusta, mozga błękitnawa P. coerulescens, drobna P. minor, kanaryjska P. canariensis, krótkokłosa P. brachystachys, osobliwa P. paradoxa i ucięta P. truncata.

## Systematyka
Pozycja systematyczna według APweb (aktualizowany system APG IV z 2016)
Rodzaj z rodziny wiechlinowatych (Poaceae), rzędu wiechlinowców (Poales). W obrębie rodziny należy do podrodziny wiechlinowych (Pooideae), plemienia Poeae, podplemienia Phalaridinae.
Pozycja w systemie Reveala (1994–1999)
Gromada okrytonasienne (Magnoliophyta Cronquist), podgromada Magnoliophytina Frohne & U. Jensen ex Reveal, klasa jednoliścienne (Liliopsida Brongn.), podklasa komelinowe (Commelinidae Takht.), nadrząd Juncanae Takht., rząd wiechlinowce (Poales Small), rodzina wiechlinowate (Poaceae (R. Br.) Barnh.) podrodzina Phalaridoideae Burmeist., plemię Phalarideae Kunth, podplemię Phalaridinae  Fr., rodzaj mozga (Phalaris L.).
Wykaz gatunków
- Phalaris amethystina Trin.
- Phalaris angusta Nees ex Trin. – mozga przewęzista
- Phalaris aquatica L.
- Phalaris arundinacea L. – mozga trzcinowata
- Phalaris brachystachys Link – mozga krótkokłosa
- Phalaris californica Hook. & Arn.
- Phalaris canariensis L. – mozga kanaryjska
- Phalaris caroliniana Walter
- Phalaris coerulescens Desf. – mozga błękitnawa
- Phalaris × daviesii S.T.Blake
- Phalaris lemmonii Vasey
- Phalaris lindigii Baldini
- Phalaris maderensis (Menezes) Menezes
- Phalaris minor Retz. – mozga drobna
- Phalaris paradoxa L. – mozga osobliwa
- Phalaris peruviana H.Scholz & Gutte
- Phalaris platensis Henrard ex Heukels
- Phalaris primaeva (C. Brues & B. Brues) Beetle
- Phalaris truncata Guss. – mozga ucięta